# ساب 35 دراكن
ساب 35 دراكن (الطائرة الورقية، الغامضة مع التنين) هي مقاتلة اعتراضية سويدية طورتها وصنعتها شركة سفينسكا أيروبلان أكتيبولاجيت (ساب) بين عامي 1955 و1974. بدأ تطوير ساب 35 دراكن في 1948 كبديل مستقبلي للقوات الجوية السويدية عن المقاتلة النهارية ساب 29 تونان والمقاتلة الليلية ساب 32 بي لانسن التي كانت قيد التطوير آنذاك. تميزت بجناح دلتا مزدوج مبتكر ولكنه غير مثبت، مما أدى إلى إنشاء طائرة اختبار أصغر حجمًا، ساب 210، والتي جرى إنتاجها والتحليق بها لاختبار هذه الميزة الديناميكية الهوائية التي لم تختبر من قبل. دخلت النسخة الإنتاجية الكاملة الخدمة مع أسراب الخطوط الأمامية للقوات الجوية السويدية في 8 مارس 1960. وأُنتجت بعدة أنواع وطرازات، كمقاتلة اعتراضية غالبًا.
تشتهر طائرة ساب 35 دراكن، من بين أمور أخرى، بإنجازاتها العديدة الأولى في مجال الطيران. كانت أول طائرة مقاتلة أوروبية غربية الصنع ذات قدرة تفوق سرعة الصوت تدخل الخدمة، وأول طائرة أسرع من الصوت بالكامل تُنشر في أوروبا الغربية. من حيث التصميم، كانت واحدة من، إن لم تكن الأولى، الطائرات المقاتلة المصممة بأجنحة دلتا مزدوجة، حيث وضع تصميمها في أوائل 1950. كان لتصميم الجناح غير التقليدي أيضًا أثر جانبي جعلها أول طائرة معروفة قادرة على أداء مناورة كوبرا. كانت أيضًا واحدة من أوائل الطائرات الأوروبية الغربية الصنع التي تجاوزت سرعة ماخ 2 في مستوى الطيران، حيث وصلت إليها في 14 يناير 1960.
عملت دراكن كطائرة مقاتلة تفوق سرعة الصوت فعالة خلال فترة الحرب الباردة، على الرغم من أنها لم تنخرط قط في أي صراع. على الرغم من أن هذا النوع صُمم وكان من المفترض أن يكون اعتراضيًا، فقد كانت تُعتبر مقاتلة قتال جوي ذات كفاءة عالية في ذلك العصر. وقد خضعت لعدة ترقيات، خلال الخدمة السويدية، وكان آخرها طراز جيه 35جيه. استُبدلت طائرات دراكن التابعة للقوات الجوية السنغافورية إلى حد كبير بمقاتلة جيه إيه 37 فيغن الأكثر تقدمًا بحلول منتصف الثمانينيات، بينما كان من المتوقع إدخال مقاتلة ساب جاس 39 غريبن الأكثر قدرة في الخدمة في غضون عقد من الزمان، على الرغم من تأخيرها. اختارت القوات الجوية السويدية إحالة دراكن إلى التقاعد خلال ديسمبر 1999، نتيجة للتخفيضات وتكاليف الصيانة المرتفعة. كما صُدر هذا الطراز إلى القوات الجوية النمساوية والدنماركية والفنلندية. وصُدرت الطائرات الدنماركية، بعد الخدمة، إلى الولايات المتحدة حيث تستخدم كطائرات تدريب للطيارين المتدربين.

### فهرس المراجع
1. 1 2  Boström، Valter (1993). Bråvallavingar. Berättelsen om F13 – en flygflottilj under 50 år. Sweden. ص. 19. ISBN:9163013606.{{استشهاد بكتاب}}:  صيانة الاستشهاد: مكان بدون ناشر (link)
2. 1 2  مذكور في: Jane's World Aircraft Recognition Handbook, Fourth Edition. الصفحة: 198. الناشر: خدمات جاينز المعلوماتية. لغة العمل أو لغة الاسم: الإنجليزية. تاريخ النشر: 1989. المُؤَلِّف: ديريك وود.
3. ↑  "Ängelholms Flygmuseum, Saab J35 Draken history in English" (PDF). مؤرشف (PDF) من الأصل في 2017-02-24. اطلع عليه بتاريخ 2021-07-01.
4. 1 2  "North American F-100 Super Sabre, Online Photo Library, Armee de l'Air (French Air Force)". f-100.org. مؤرشف من الأصل في 2020-11-12. اطلع عليه بتاريخ 2021-07-01.
5. 1 2  "North American F-100 Super Sabre, Online Photo Library, Kongelige Danske Flyvevaben (Royal Danish Air Force)". f-100.org. مؤرشف من الأصل في 2018-08-09. اطلع عليه بتاريخ 2021-07-01.
6. ↑  Jackson، Robert، Men of Power: The Lives of Rolls-Royce Chief Test Pilots Harvey and Jim Heyworth، ص. 159
7. ↑  Draken 50 år. Sweden: Svensk Flyghistorisk Förening. 2005. ص. 27.
8. ↑  "F10 Kamratförening". www.f10kamratforening.se. مؤرشف من الأصل في 2025-06-14.
9. ↑  "I kanten av envelopen". 26 فبراير 2011. مؤرشف من الأصل في 2025-04-28.
10. ↑  Ulf Edlund & Hans Kampf (2009). System 37 Viggen, flyghistorisk revy. Sweden: Svensk flyghistorisk förening. ص. 212, 213.
11. ↑  Draken 50 år. Sweden: Svensk Flyghistorisk Förening. 2005. ص. 33, 59.
12. ↑  "VÄGEN TILL DRAKEN". مؤرشف من الأصل في 2024-11-26. اطلع عليه بتاريخ 2021-05-27.

### بيانات الكتب
- Andersson، Hans G (1989). Saab Aircraft since 1937. Washington, DC: Smithsonian Institution Press. ISBN:0-87474-314-1.
- Dorr, Robert F, René J Francillon and Jay Miller. Saab J35 Draken (Aerofax Minigraph no. 12). Arlington, TX: Aerofax, 1987. (ردمك 0-942548-17-5).
- Eden, Paul (ed). The Encyclopedia of Modern Military Aircraft. London: Amber Books, 2004. (ردمك 1-904687-84-9).
- Erichs, Rolph et al. The Saab-Scania Story. Stockholm: Streiffert & Co., 1988. (ردمك 91-7886-014-8).
- Green, William and Gordon Swanborough. The Great Book of Fighters. St. Paul, MN: MBI Publishing, 2001. (ردمك 0-7603-1194-3).
- Jørgensen, Jan. Saab 35 Draken: Scandinavian "Cold War" Warrior. Shrewsbury, UK: Airlife Publishing, 1997. (ردمك 1-85310-729-8).
- Laukkanen, Jyrki. "Saab 35 Draken in Finnish Air Force", Suomen Ilmavoimien lentokoneet, osa 3 [Finnish Air Force aircraft, part 3] (in Finnish). Tampere, FI: Apali Oy, 2009. (ردمك 978-952-5026-55-9).
- Peacock, Lindsay. "Saab Draken Variant Briefing". World Air Power Journal, Volume 17, Summer 1994, pp. 116–35. London: Aerospace Publishing. (ردمك 1-874023-43-3). ISSN 0959-7050.
- "Saab: Sweden's Advanced Combat Aircraft". Flight International, December 30, 1960. pp. 1017–1020.
- Taylor, John WR "Saab 35 Draken." Combat Aircraft of the World from 1909 to the present. New York: GP Putnam's Sons, 1969. (ردمك 0-425-03633-2).
- This Happens in the Swedish Air Force (brochure). Stockholm: Flygstabens informationsavdelning [Information Department of the Air Staff], Swedish Air Force, 1983.
- Widfeldt, Bo. Draken. Inbunden, Sweden: Air Historic Research AB UB, 1995. (ردمك 91-971605-4-7).
- Wilson, Stewart. Combat Aircraft since 1945. Fyshwick, AU: Aerospace Publications, 2000. (ردمك 1-875671-50-1).
- Eden, Paul (ed.)Modern Military Aircraft Anatomy. London, UK: Amber Books Ltd, 2007. (ردمك 978-1-905704-77-4)

## وصلات خارجية
- Extensive information on the Saab 35 Draken نسخة محفوظة March 16, 2012, على موقع واي باك مشين.
- Saab J 35 Draken
- (English & German) Saab J 35 Oe Draken Mk.II
- Saab J 35 Draken – Free Flying Paper Plane
- The only flying Saab J 35J Draken (Kite/Dragon) in Swedish colours is operated by heritage flight of the Flygvapnet (Swedish Air Force) – 2012.
- "Saab Draken – In The Air", 1965 Flight